# Neopiciella
Neopiciella is een kevergeslacht uit de familie van de boktorren (Cerambycidae). De wetenschappelijke naam van het geslacht werd voor het eerst geldig gepubliceerd in 1988 door Sama.

## Soorten
Neopiciella omvat de volgende soorten:
- Neopiciella kabyliana (Pic, 1896)
- Neopiciella sicula (Ganglbauer, 1886)